# Bulbophyllum fimbriperianthium
Bulbophyllum fimbriperianthium är en orkidéart som beskrevs av W.M.Lin, Kuo Huang och Tsan Piao Lin. Bulbophyllum fimbriperianthium ingår i släktet Bulbophyllum och familjen orkidéer. Inga underarter finns listade i Catalogue of Life.